# Tour Diamante
La tour Diamante (en italien : Torre Diamante) est un gratte-ciel de Milan en Italie.

## Histoire
Les travaux de construction du bâtiment, commencés en 2010, ont été terminés en 2012.

## Description
Avec 140 mètres de hauteur et 31 niveaux, la tour Diamante est le septième bâtiment le plus haut de Milan.